# Spanyolország miniszterelnökeinek listája

## A Spanyol Királyság miniszterelnökei (1874-1931)

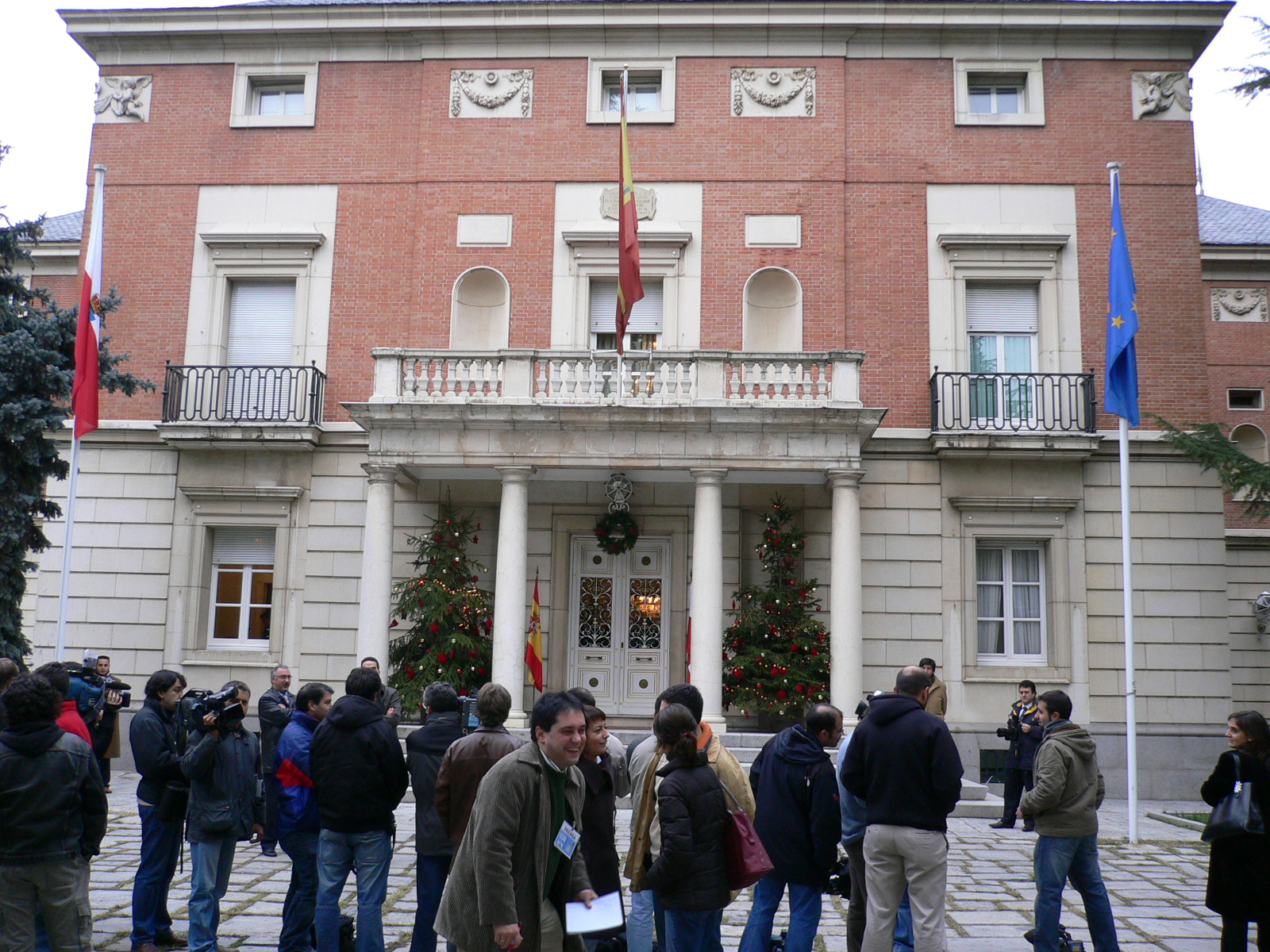
Palacio de La Moncloa a spanyol kormányfők lakhelye Madridban.

| Miniszterelnök                | Miniszterelnök                            | Terminus                      | Terminus                      | Párt                          | Államfő                                                               |
| Az ideiglenes kormány elnökei | Az ideiglenes kormány elnökei             | Az ideiglenes kormány elnökei | Az ideiglenes kormány elnökei | Az ideiglenes kormány elnökei | Az ideiglenes kormány elnökei                                         |
| ----------------------------- | ----------------------------------------- | ----------------------------- | ----------------------------- | ----------------------------- | --------------------------------------------------------------------- |
|                               | Antonio Cánovas del Castillo (1828–1897)  | 1874. december 31.            | 1875. szeptember 12.          | Konzervatív Párt              | XII. Alfonz (1874-1885)                                               |
|                               | Joaquín Jovellar (1819–1892)              | 1875. szeptember 12.          | 1875. december 2.             | Konzervatív Párt              | XII. Alfonz (1874-1885)                                               |
|                               | Antonio Cánovas del Castillo (1828–1897)  | 1875. december 2.             | 1879. március 7.              | Konzervatív Párt              | XII. Alfonz (1874-1885)                                               |
|                               | Arsenio Martínez-Campos (1831–1900)       | 1879. március 7.              | 1879. december 9.             | Konzervatív Párt              | XII. Alfonz (1874-1885)                                               |
|                               | Antonio Cánovas del Castillo (1828–1897)  | 1879. december 9.             | 1881. február 8.              | Konzervatív Párt              | XII. Alfonz (1874-1885)                                               |
|                               | Práxedes Mateo Sagasta (1825–1903)        | 1881. február 8.              | 1883. október 13.             | Liberális Párt                | XII. Alfonz (1874-1885)                                               |
|                               | José Posada Herrera (1814–1885)           | 1883. október 13.             | 1884. január 18.              |                               | XII. Alfonz (1874-1885)                                               |
|                               | Antonio Cánovas del Castillo (1828–1897)  | 1884. január 18.              | 1885. november 27.            | Konzervatív Párt              | XII. Alfonz (1874-1885)                                               |
|                               | Práxedes Mateo Sagasta (1825–1903)        | 1885. november 27.            | 1890. július 5.               | Liberális Párt                | Habsburg–Tescheni Mária Krisztina Spanyolország Régense (1885 - 1902) |
|                               | Antonio Cánovas del Castillo (1828–1897)  | 1890. július 5.               | 1892. december 11.            | Konzervatív Párt              | Habsburg–Tescheni Mária Krisztina Spanyolország Régense (1885 - 1902) |
|                               | Práxedes Mateo Sagasta (1825–1903)        | 1892. december 11.            | 1895. március 23.             | Liberális Párt                | Habsburg–Tescheni Mária Krisztina Spanyolország Régense (1885 - 1902) |
|                               | Antonio Cánovas del Castillo (1828–1897)  | 1895. március 23.             | 1897. augusztus 8.            | Konzervatív Párt              | Habsburg–Tescheni Mária Krisztina Spanyolország Régense (1885 - 1902) |
|                               | Marcelo Azcárraga Palmero (1832–1915)     | 1897. augusztus 8.            | 1897. október 4.              | Konzervatív Párt              | Habsburg–Tescheni Mária Krisztina Spanyolország Régense (1885 - 1902) |
|                               | Práxedes Mateo Sagasta (1825–1903)        | 1897. október 4.              | 1899. március 4.              | Liberális Párt                | Habsburg–Tescheni Mária Krisztina Spanyolország Régense (1885 - 1902) |
|                               | Francisco Silvela (1843–1905)             | 1899. március 4.              | 1900. október 23.             | Konzervatív Unió              | Habsburg–Tescheni Mária Krisztina Spanyolország Régense (1885 - 1902) |
|                               | Marcelo Azcárraga Palmero (1832–1915)     | 1900. október 23.             | 1901. március 6.              | Konzervatív Párt              | Habsburg–Tescheni Mária Krisztina Spanyolország Régense (1885 - 1902) |
|                               | Práxedes Mateo Sagasta (1825–1903)        | 1901. március 6.              | 1902. december 6.             | Liberális Párt                | XIII. Alfonz (1902-1931)                                              |
|                               | Francisco Silvela (1843–1905)             | 1902. december 6.             | 1903. július 20.              | Konzervatív Párt              | XIII. Alfonz (1902-1931)                                              |
|                               | Raimundo Fernández-Villaverde (1848–1905) | 1903. július 20.              | 1903. december 5.             | Konzervatív Párt              | XIII. Alfonz (1902-1931)                                              |
|                               | Antonio Maura (1853–1925)                 | 1903. december 5.             | 1904. december 16.            | Konzervatív Párt              | XIII. Alfonz (1902-1931)                                              |
|                               | Marcelo Azcárraga Palmero (1832–1915)     | 1904. december 16.            | 1905. január 27.              | Konzervatív Párt              | XIII. Alfonz (1902-1931)                                              |

## A második Spanyol Köztársaság miniszterelnökei (1931-1939)

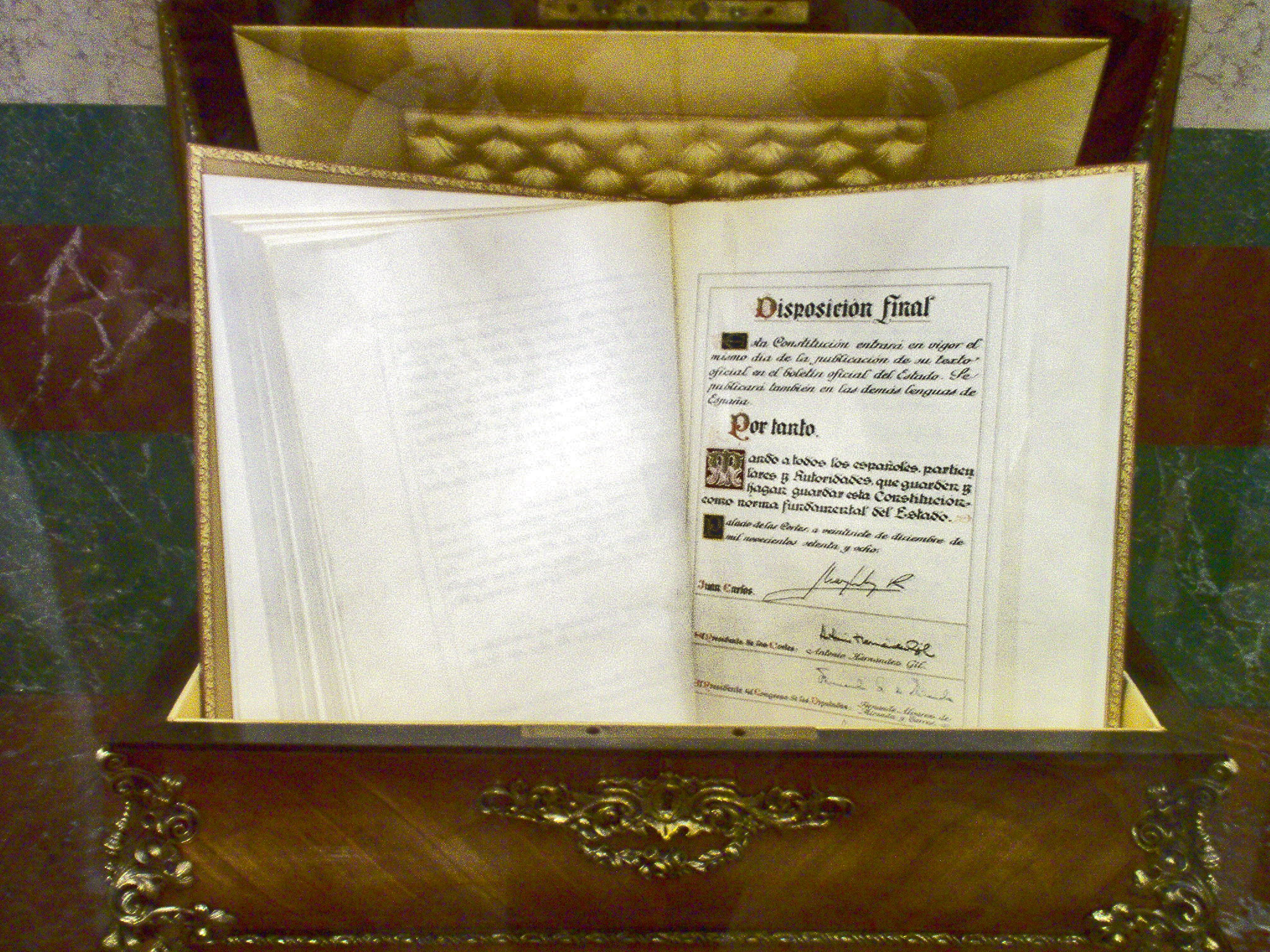
Az 1978-ban elfogadott spanyol alkotmány.

| Miniszterelnök                | Miniszterelnök                       | Terminus                      | Terminus                      | Párt                           | Államfő                          |
| Az ideiglenes kormány elnökei | Az ideiglenes kormány elnökei        | Az ideiglenes kormány elnökei | Az ideiglenes kormány elnökei | Az ideiglenes kormány elnökei  | Az ideiglenes kormány elnökei    |
| ----------------------------- | ------------------------------------ | ----------------------------- | ----------------------------- | ------------------------------ | -------------------------------- |
|                               | Niceto Alcalá-Zamora(1877–1949)      | 1931. április 14.             | 1931. október 14.             | Liberális Republikánus Jobb    | -                                |
|                               | Manuel Azaña(1880–1940)              | 1931. október 14.             | 1931. december 16.            | Republikánus Akció             | -                                |
| A minisztertanács elnökei     |                                      |                               |                               |                                |                                  |
|                               | Manuel Azaña(1880–1940)              | 1931. december 16.            | 1933. június 12.              | Republikánus Akció             | Niceto Alcalá-Zamora (1931–1936) |
| 1933. június 12.              | Manuel Azaña(1880–1940)              | 1933. szeptember 12.          |                               | Republikánus Akció             | Niceto Alcalá-Zamora (1931–1936) |
|                               | Alejandro Lerroux(1864–1949)         | 1933. szeptember 12.          | 1933. október 9.              | Radikális Republikánus Párt    | Niceto Alcalá-Zamora (1931–1936) |
|                               | Diego Martínez Barrio(1883–1962)     | 1933. október 9.              | 1933. december 16.            | Radikális Republikánus Párt    | Niceto Alcalá-Zamora (1931–1936) |
|                               | Alejandro Lerroux(1864–1949)         | 1933. december 16.            | 1934. március 3.              | Radikális Republikánus Párt    | Niceto Alcalá-Zamora (1931–1936) |
| 1934. március 3.              | Alejandro Lerroux(1864–1949)         | 1934. április 28.             |                               | Radikális Republikánus Párt    | Niceto Alcalá-Zamora (1931–1936) |
|                               | Ricardo Samper(1881–1938)            | 1934. április 28.             | 1934. október 4.              | Radikális Republikánus Párt    | Niceto Alcalá-Zamora (1931–1936) |
|                               | Alejandro Lerroux(1864–1949)         | 1934. október 4.              | 1935. április 3.              | Radikális Republikánus Párt    | Niceto Alcalá-Zamora (1931–1936) |
| 1935. április 3.              | Alejandro Lerroux(1864–1949)         | 1935. május 6.                |                               | Radikális Republikánus Párt    | Niceto Alcalá-Zamora (1931–1936) |
| 1935. május 6.                | Alejandro Lerroux(1864–1949)         | 1935. szeptember 25.          |                               | Radikális Republikánus Párt    | Niceto Alcalá-Zamora (1931–1936) |
|                               | Joaquín Chapaprieta(1871–1951)       | 1935. szeptember 25.          | 1935. december 14.            | Független                      | Niceto Alcalá-Zamora (1931–1936) |
|                               | Manuel Portela Valladares(1867–1952) | 1935. december 14.            | 1935. december 30.            | Független                      | Niceto Alcalá-Zamora (1931–1936) |
| 1935. december 30.            | Manuel Portela Valladares(1867–1952) | 1936. február 19.             |                               | Független                      | Niceto Alcalá-Zamora (1931–1936) |
|                               | Manuel Azaña(1880–1940)              | 1936. február 19.             | 1936. május 10.               | Republikánus Bal               | Niceto Alcalá-Zamora (1931–1936) |
|                               | Augusto Barcía Trelles(1881–1961)    | 1936. május 10.               | 1936. május 13.               | Republikánus Bal               | Manuel Azaña (1936–1939)         |
|                               | Santiago Casares Quiroga(1884–1950)  | 1936. május 13.               | 1936. július 19.              | Republikánus Bal               | Manuel Azaña (1936–1939)         |
|                               | Diego Martínez Barrio(1883–1962)     | 1936. július 19.              | 1936. július 19.              | Republikánus Unió              | Manuel Azaña (1936–1939)         |
|                               | José Giral(1879–1962)                | 1936. július 19.              | 1936. szeptember 4.           | Republikánus Bal               | Manuel Azaña (1936–1939)         |
|                               | Francisco Largo Caballero(1869–1946) | 1936. szeptember 4.           | 1936. november 4.             | Spanyol Szocialista Munkáspárt | Manuel Azaña (1936–1939)         |
| 1936. november 4.             | Francisco Largo Caballero(1869–1946) | 1937. május 17.               |                               | Spanyol Szocialista Munkáspárt | Manuel Azaña (1936–1939)         |
|                               | Juan Negrín(1892–1956)               | 1937. május 17.               | 1938. április 5.              | Spanyol Szocialista Munkáspárt | Manuel Azaña (1936–1939)         |
| 1938. április 5.              | Juan Negrín(1892–1956)               | 1939. március 31.             |                               | Spanyol Szocialista Munkáspárt | Manuel Azaña (1936–1939)         |
| 1938. április 5.              | Juan Negrín(1892–1956)               | 1939. március 31.             | Diego Martínez Barrio(1939)   | Spanyol Szocialista Munkáspárt |                                  |

## A Francoista Spanyolország miniszterelnökei (1936-1975)
| Miniszterelnök     | Miniszterelnök                          | Terminus           | Terminus           | Párt                        | Államfő                      |
| ------------------ | --------------------------------------- | ------------------ | ------------------ | --------------------------- | ---------------------------- |
|                    | Francisco Franco (1892–1975)            | 1938. január 31.   | 1973. június 9.    |                             | Francisco Franco (1936–1975) |
|                    | Luis Carrero Blanco (1904–1973)         | 1973. június 9.    | 1973. december 20. |                             | Francisco Franco (1936–1975) |
|                    | Torcuato Fernández-Miranda (1915–1980)  | 1973. december 20. | 1973. december 31. | Falange                     | Francisco Franco (1936–1975) |
|                    | Carlos Arias Navarro (1908–1989)        | 1973. december 31. | 1975. november 20. | Falange                     | Francisco Franco (1936–1975) |
| 1975. november 20. | Carlos Arias Navarro (1908–1989)        | 1976. július 1.    | Falange            | I. János Károly (1975–2014) |                              |
|                    | Fernando de Santiago y Díaz (1910–1994) | 1976. július 1.    | 1976. július 3.    | I. János Károly (1975–2014) | Katonai kormány              |

## A demokratikus Spanyol Királyság miniszterelnökei (1975-)
| Miniszterelnök     | Miniszterelnök                       | Terminus           | Terminus                        | Párt                                  | Államfő                               |
| ------------------ | ------------------------------------ | ------------------ | ------------------------------- | ------------------------------------- | ------------------------------------- |
|                    | Adolfo Suárez (1932–2014)            | 1976. július 3.    | 1977. július 13.                | Falange                               | I. János Károly (1975–2014)           |
| 1977. július 13.   | Adolfo Suárez (1932–2014)            | 1979. március 30.  | Demokratikus Centrum Unió (UCD) |                                       | I. János Károly (1975–2014)           |
| 1979. március 30.  | Adolfo Suárez (1932–2014)            | 1981.február 25.   | Demokratikus Centrum Unió (UCD) |                                       | I. János Károly (1975–2014)           |
|                    | Leopoldo Calvo-Sotelo (1926–2008)    | 1981. február 25.  | 1982. december 2.               | Demokratikus Centrum Unió (UCD)       | I. János Károly (1975–2014)           |
|                    | Felipe González (1942–)              | 1982. december 2.  | 1986.július 24.                 | Spanyol Szocialista Munkáspárt (PSOE) | I. János Károly (1975–2014)           |
| 1986.július 24.    | Felipe González (1942–)              | 1989. december 5.  |                                 | Spanyol Szocialista Munkáspárt (PSOE) | I. János Károly (1975–2014)           |
| 1989. december 5.  | Felipe González (1942–)              | 1993. július 9.    |                                 | Spanyol Szocialista Munkáspárt (PSOE) | I. János Károly (1975–2014)           |
| 1993. július 9.    | Felipe González (1942–)              | 1996. május 4.     |                                 | Spanyol Szocialista Munkáspárt (PSOE) | I. János Károly (1975–2014)           |
|                    | José María Aznar (1953–)             | 1996. május 4.     | 2000. április 26.               | Néppárt (PP)                          | I. János Károly (1975–2014)           |
| 2000. április 26.  | José María Aznar (1953–)             | 2004. április 16.  |                                 | Néppárt (PP)                          | I. János Károly (1975–2014)           |
|                    | José Luis Rodríguez Zapatero (1960–) | 2004. április 16.  | 2008. április 11.               | Spanyol Szocialista Munkáspárt (PSOE) | I. János Károly (1975–2014)           |
| 2008. április 11.  | José Luis Rodríguez Zapatero (1960–) | 2011. december 20. |                                 | Spanyol Szocialista Munkáspárt (PSOE) | I. János Károly (1975–2014)           |
|                    | Mariano Rajoy (1955–)                | 2011. december 21. | 2015. december 22.              | Néppárt (PP)                          | I. János Károly (1975–2014)           |
| 2015. december 22. | Mariano Rajoy (1955–)                | 2016. október 31.  | VI. Fülöp (2014–)               | Néppárt (PP)                          |                                       |
| 2016. október 31.  | Mariano Rajoy (1955–)                | 2018. június 1.    | VI. Fülöp (2014–)               | Néppárt (PP)                          |                                       |
|                    | Pedro Sánchez (1972–)                | 2018. június 1.    | VI. Fülöp (2014–)               | hivatalban                            | Spanyol Szocialista Munkáspárt (PSOE) |